# Halicryptidae
Halicryptidae is een familie in de taxonomische indeling van de peniswormen (Priapulida).

## Onderliggende taxonomie
- Geslacht Halicryptus
  - Halicryptus higginsi
  - Halicryptus spinulosus